# Веретье-1 (Рыбинск)
Веретье-1 — микрорайон в городе Рыбинске Ярославской области.

## Расположение
Расположен к западу от городского центра, юго-западнее микрорайона Северный. Ограничен проспектом Серова, улицами 9 Мая, 50 лет ВЛКСМ и Бабушкина. Граничит с микрорайонами Западный, Прибрежный, Веретье-2, Шанхаем (Веретье-4) и Тоговщинской промзоной.

## Топоним
Название микрорайона произошло от деревни «Веретье». Там раньше были две деревни: Веретье и Гладкая.
Номерное название официальное, и, как отмечает топонимист Роман Разумов такие названия, как Веретье-1, Веретье-2, Веретье-3 «очевидно, трудны в повседневном использовании, поэтому их употребление ограничено юридическими документами и названиями остановок общественного транспорта».
Неофициальное название юго-западной части — «50 лет» или «Полтинник», по названию улицы 50 лет ВЛКСМ.

## История
В августе 1965 года на рассмотрение городского градостроительного совета был вынесен новый генеральный план Рыбинска (разработан планировочной мастерской № 4 «Ленгипрогора», руководитель А. Синявер, главный архитектор В.П. Мухин). В частности, было предложено строительство второго моста через Волгу, который стал бы кратчайшим путем между новыми районами Веретья на правом берегу и посёлка Волжский на левом (Махнин, 138-139). 
Во второй половине 1960-х годов, началась застройка микрорайона панельными домами-хрущёвками, по периметру — кирпичными. В 1970-е началась стройка девятиэтажных домов улучшенной планировки.
В советские годы планировалось также застройка района в сторону деревни Макарово, но из-за нехватки средств, строительство отложили до лучших времен. До сегодняшнего дня там можно наблюдать пустое поле, подготовленное под застройку.

## Архитектура
Микрорайон Веретье-1 формировался в годы массового строительства.
Застройка района включает пятиэтажные дома-хрущёвки, в основном панельные пятиэтажные серии 1-464. Панельные дома расположены в глубине микрорайона группами по 3-4 дома параллельно друг другу, а также вдоль улицы 9 Мая.
По периметру района расположены кирпичные дома, в основном 5-этажные хрущёвки серии 1-447, несколько девятиэтажных домов улучшенной планировки расположены на проспекте Серова (серии 1-528КП-41) и ул. Бабушкина (серии 1-447С-47). На площади маршала Жукова построен единственный в городе 12-этажный башенный дом серии 124-124-4, за свою форму прозванный «лепесток» или «трилистник». В конце 1980-х — начале 1990-х в глубине микрорайона было построено три девятиэтажных панельных дома серии 121-043. К концу 2019 года во дворе между улицами 50 лет ВЛКСМ и 9 мая, где долгое время был пустырь, построена большая спортивная площадка.

## Инфраструктура
В микрорайоне располагаются две школы (№ 28, гимназия № 18), между которыми построен стадион 18/28, 4 детских сада. На северо-западе расположен спортивный комплекс «Метеор» с бассейном и стадионом.
Торговля представлена продуктовыми универсамами сетей «Дружба», «Пятерочка», «Дикси», «Магнит», «Молодежный», рынком № 3 (он же Веретьевский рынок), магазином электроники DNS TechnoPoint. На западе микрорайона находится самый крупный в Рыбинске торгово-развлекательный центр с гостиницей «VIKONDA».

## Транспорт
Микрорайон прилегает к проспекту Серова и улицам 9 мая, 50 лет ВЛКСМ. Через эти улицы проходят автобусные (№ 1,3,7,9,12,16, 33,101,111) троллейбусные (№ 1,5,6) маршруты Рыбинска, связывающие Веретье-1 с другими районами города, а также маршрутные такси № 8Т и 16Т.

## Интересные факты
- Долгое время на фонарях вдоль дороги висели подсветки в форме серпа и молота. До середины 1990-х годов они светили по вечерам вместе с фонарями. В 2010 году эти подсветки были сняты с фонарей.